# IC 4128/2
IC 4128/2 је галаксија у сазвијежђу Береникина коса која се налази на листи објеката дубоког неба у Индекс каталогу.
Деклинација објекта је + 20° 13' 15" а ректасцензија 13h 3m 40,8s. Привидна величина (магнитуда) објекта IC 4128 износи 16,0 а фотографска магнитуда 17,0.